# Nová Ves (Konstantinovy Lázně)
Nová Ves je malá vesnice, část obce Konstantinovy Lázně v okrese Tachov v Plzeňském kraji. Nachází se asi 1,5 kilometru severovýchodně od Konstantinových Lázní. Prochází zde silnice II/201. V roce 2011 zde trvale žilo 48 obyvatel.
Nová Ves leží v katastrálním území Nová Ves u Bezdružic o rozloze 1,93 km².

## Historie
První písemná zmínka o vesnici pochází z roku 1330.

## Obyvatelstvo
Při sčítání lidu v roce 1921 zde žilo 324 obyvatel (z toho 142 mužů), z nichž bylo 322 Němců a dva cizinci. Kromě jedenácti evangelíků se ostatní hlásili k římskokatolické církvi. Podle sčítání lidu z roku 1930 měla vesnice 189 obyvatel: 188 Němců a jednoho cizince. Až na dva evangelíky byli římskými katolíky.
| Rok            | 1869 | 1880 | 1890 | 1900 | 1910 | 1921 | 1930 | 1950 | 1961 | 1970 | 1980 | 1991 | 2001 | 2011 | 2021 |
| -------------- | ---- | ---- | ---- | ---- | ---- | ---- | ---- | ---- | ---- | ---- | ---- | ---- | ---- | ---- | ---- |
| Počet obyvatel | 235  | 204  | 234  | 249  | 218  | 191  | 189  | 84   | 87   | 81   | 65   | 57   | 56   | 48   | 35   |
| Počet domů     | 39   | 36   | 38   | 40   | 42   | 31   | 33   | 26   | 28   | 21   | 20   | 23   | 25   | 21   | 22   |

## Obecní správa
Při sčítání lidu v letech 1850–1959 byla Nová Ves samostatnou obcí v okrese Teplá, v letech 1900–1930 v okrese Planá a v roce 1950 v okrese Stříbro. V letech 1960–1990 byla částí města Bezdružice v okrese Tachov. Od 24. listopadu 1990 je částí obce Konstantinovy Lázně v okrese Tachov.